# Megophrys ligayae
Espèce
Statut de conservation UICN

 NT  : Quasi menacé
Megophrys ligayae est une espèce d'amphibiens de la famille des Megophryidae.

## Répartition
Cette espèce est endémique des Philippines. Elle se rencontre sur les îles de Balabac et de Palawan dans l'archipel des Palawan,.

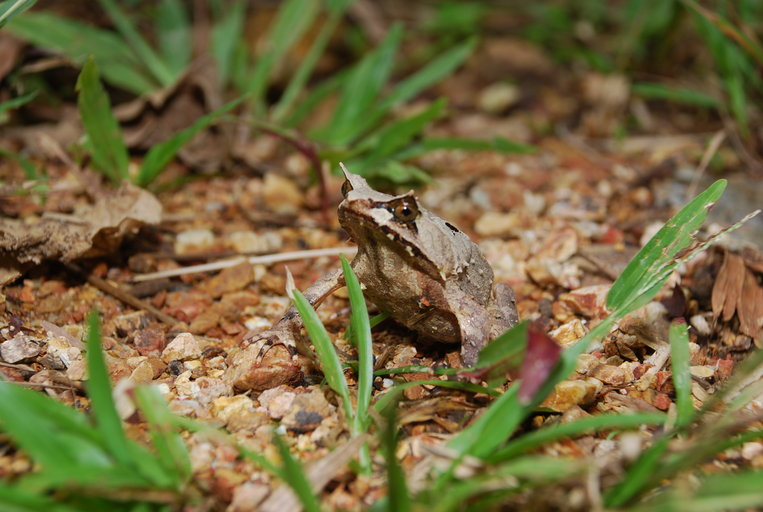

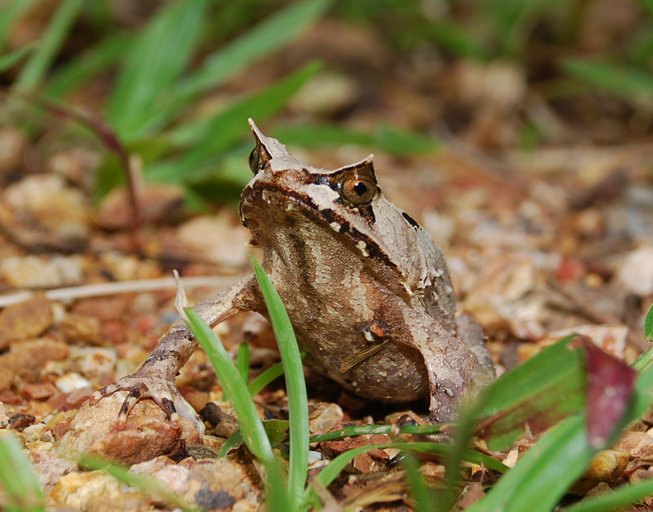

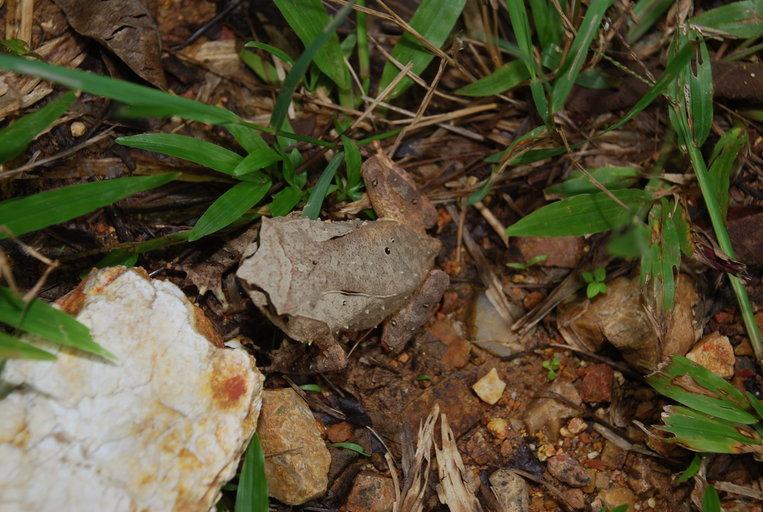

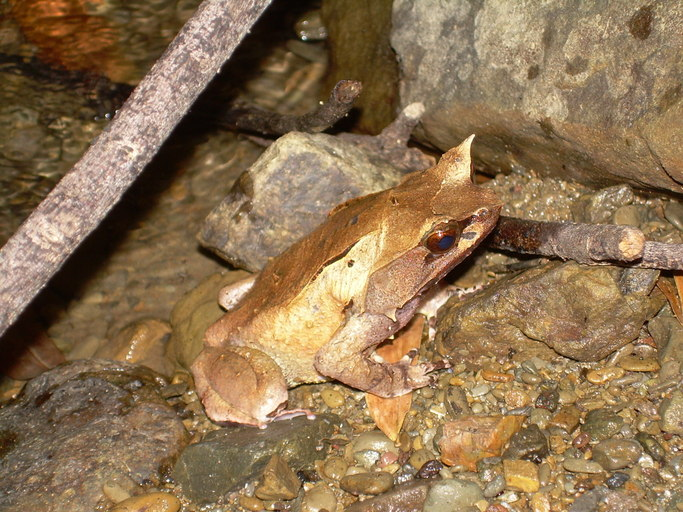

## Étymologie
Cette espèce est nommée en l'honneur de Macario Ligaya, artiste philippin qui a réalise les premiers croquis.

## Publication originale
- Taylor, 1920 : Philippine Amphibia. Philippine Journal of Science, vol. 16, p. 213–359 (texte intégral).